# Harold Rosenthal
Harold David Rosenthal (West Norwood, 30 settembre 1917 – Londra, 19 marzo 1987) è stato un saggista e critico musicale inglese, ricordato soprattutto per essere stato coautore, con John Warrack, del Dizionario dell'opera lirica.

## Biografia
Harold Rosenthal nacque a West Norwood, un sobborgo di Londra, da Israel Victor Rosenthal, insegnante, e dalla moglie Leah Samuel. Frequentò la City of London School, una scuola secondaria pubblica di Londra, e in seguito l'University College di Londra, dove conseguì nel 1940 una laurea di secondo livello; conseguì successivamente una specializzazione all'Institute of Education di Londra. Si arruolò da volontario nell'esercito britannico durante la seconda guerra mondiale. Nel 1944 sposò Phyllis Lillah Weiner, con la quale ebbe due figli: un maschio e una femmina.
Nel dopoguerra Rosenthal fu dapprima insegnante di storia e di lingua inglese dal 1946 al 1950. In seguito si interessò sempre più spesso alla musica, in particolare all'opera. Dal 1947 al 1952 fu corrispondente per la rivista  statunitenseOpera News. Nel periodo 1948-49 ebbe come collega, alla rivista Ballet and Opera, Lord Harewood, appassionato di opera lirica. Pertanto nel 1950, quando Lord Harewood fondò la rivista Opera, invitò Rosenthal a unirsi come redattore; Rosenthal si dimise dalla scuola e si dedicò a tempo pieno alla musica per il resto della sua vita. Quando Lord Harewood si ritirò dall'attività lavorativa, Rosenthal gli succedette come direttore della rivista, incarico che ricoprì dal 1953 al 1986. Nei primi anni della sua direzione editoriale fu anche archivista della Royal Opera House (1950-1956) un incarico che gli diede le competenze per il suo libro più importante: Two Centuries of Opera at Covent Garden (Due Secoli di Opera al Covent Garden) del 1958. Dal 1955 al 1960 fu corrispondente della rivista Musical America.
Il Grove Dictionary ha scritto che, durante la direzione di Rosenthal, la rivista Opera ha fornito un'ampia copertura degli eventi operistici di tutto il mondo e che, grazie al buonsenso e alla profonda conoscenza della voce umana e del repertorio operistico da parte di Rosenthal, ha esercitato una notevole influenza sulla vita operistica in Gran Bretagna. Rosenthal combatté a lungo l'immagine elitaria assunta nel dopoguerra dall'opera lirica in virtù dei prezzi esorbitanti dei biglietti. Oltre che con gli scritti, Rosenthal si impegnò in campo musicale attraverso l'espletamento di numerose altre attività. Fu membro del British Arts Council Patrons of Music Fund (1960–70) e presidente della sezione "Musica" del  Critics' Circle of Great Britain (1965-1967). Dal 1962 fece parte del consiglio direttivo dell'associazione Friends of Covent Garden ed membro del consiglio di amministrazione del Festival di Edimburgo. Fu nominato Cavaliere Ufficiale della Repubblica italiana nel 1977, e nel 1983 fu decorato con l'Ordine dell'Impero Britannico.

## Scritti (selezione)
- Sopranos of Today (1956)
- Two Centuries of Opera at Covent Garden (1958)
- (con John Warrack) The Concise Oxford Dictionary of Opera (1964)
- Great Singers of Today (1965)
- The Mapleson Memoirs (1966)
- My Mad World of Opera (autobiografia, 1982)